# Tacoaleche
Tacoaleche är en ort i Mexiko.   Den ligger i kommunen Guadalupe och delstaten Zacatecas, i den centrala delen av landet, 500 km nordväst om huvudstaden Mexico City. Tacoaleche ligger 2 141 meter över havet och antalet invånare är 6 821.
Terrängen runt Tacoaleche är lite kuperad. Runt Tacoaleche är det ganska tätbefolkat, med 160 invånare per kvadratkilometer. Närmaste större samhälle är Guadalupe, 14,2 km sydväst om Tacoaleche. Omgivningarna runt Tacoaleche är i huvudsak ett öppet busklandskap.